# Guaus de Luishon
Guaus de Luishon (francès Gouaux-de-Luchon) és un municipi francès situat al departament de l'Alta Garona i a la regió d'Occitània.